# Giulio Cesare Cordara

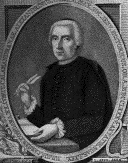
Giulio Cesare Cordara

Giulio Cesare Cordara (* 16. oder 17. Dezember 1704 in Alessandria; † 6. März 1785 ebenda) war ein italienischer Jesuit und Historiker.

## Leben
Giulio Cesare Cordara wurde am 16. oder 17. Dezember 1704 in Alessandria als Sohn der mantuesischen Adelsfamilie Don Antonio der Grafen von Calamandrana und der Gräfin Eleonora Crescini geboren. 1715 wurde er mit seinem Bruder Francesco nach Rom geschickt und besuchte die Schulen des Collegio Romano. Für eine kirchliche Laufbahn bestimmt, trat er in die Gesellschaft Jesu ein und machte sich sofort durch seine Begabung in der klassischen Literatur und insbesondere in der lateinischen Poesie auf sich aufmerksam. Er trat am 20. Dezember 1718 als Novize in das Haus Sant’Andrea al Quirinale in Rom ein, legte 1720 seine Gelübde ab und wurde 1733 zum Priester geweiht. Am 2. Februar 1739 legte er sein viertes Gelübde ab. Er lehrte Literatur in Viterbo, Fermo und Ancona (1725–1730), Philosophie in Macerata (1735–1739), Logik am Collegio Romano (1739–1740) und Kirchenrecht am Collegio Germanico (1741–1742).
1737 veröffentlichte er in Lucca unter dem Pseudonym Lucio Settano die Satire De tota graeculorum huius aetatis litteratura, eine glühende Verteidigung der Ratio studiorum Gesuitica, in offener Auseinandersetzung mit der arroganten Gelehrsamkeit der Intellektuellen des 18. Jahrhunderts. Cordaras Satiren lösten eine sehr lange und heftige Debatte aus, dass sie von Papst Clemens XII. auf den Index gesetzt wurde. Aber gedruckt und nachgedruckt wurde sie das ganze Jahrhundert hindurch gelesen und bewundert und von Adolfo Borgognoni und Giosuè Carducci als eine der unmittelbarsten Vorläufer von Giuseppe Parinis Giorno betrachtet. Carducci übersetzte ein Stück von Cordaras Satiren (Da Giulio Cesare Cordara il grecizzante, in Storia del «Giorno», Bologna, Zanichelli, 1892, S. 172, dann neu herausgegeben, in der ersten Ausgabe der  Opere, Band XVII, S. 347).
Im Jahr 1742 wurde Cordara zum Historiker der Gesellschaft ernannt und mit der Aufgabe betraut, die Schilderung der Geschichte ab 1616 fortzusetzen, wo die von Joseph de Jouvancy aufgehört hatte. Nach der Aufhebung des Jesuitenordens blieb er im Piemont und verbrachte das letzte Jahrzehnt seines Lebens zwischen Alessandria und dem Schloss seiner Vorfahren, in Calamandrana. Nachdem er das anfängliche Trauma überwunden hatte, passte er sich schließlich dem weltlichen Leben an. Nachdem er seiner aufgewühlten Seele Luft gemacht und sich mit frivolen literarischen Werken abgelenkt hatte, kehrte er zu seinen Lieblingsstudien zurück und verfasste sein bedeutendstes Werk: das De suis ac suorum rebus aliisque suorum temporum commentarii. Es ist ein sehr gelungenes Abbild seiner Umgebung, vor dem er mit einer Fülle von Informationen und unabhängigem Urteil die Geschichte der Unterdrückung der Gesellschaft beschreibt. Die Commentarii gelten als sein Meisterwerk.
Cordaras Gesamtwerk wurde in 4 Bänden bei Pasquali, Venedig 1804 veröffentlicht. Das Werk De suis ac suorum rebus aliisque suorum temporum Commentarii wurde 1931 in Turin von Giuseppe Albertotti und Agostino Faggiotto veröffentlicht.

## Werke (Auswahl)
- ex typographia Antonii de Rubeis (Hrsg.): Historiae Societatis Jesu pars sexta. Band 1. Rom 1750 (Latein, google.it).
- typis Civitatis Catholicae (Hrsg.): Historiae Societatis Jesu pars sexta. Band 2. Rom 1859 (Latein, bnf.fr).
- De tota Graeculorum huius aetatis Literatura ad Gaium Salmorium Sermones quatuor, 1737, mit dem falschen Genfer Datum, «apud Tornesios» (ma Lucca, Marescandoli).
- L. Sectani Q. Fil. ad Gaium Salmorisim Sermo Quintus (Lucca 1738, mit Cornithys falscher Verlagsbezeichnung).
- Caroli Odoardi Stuardi Walliae Principis expeditio in Scotiam, libris IV comprehensa (Opere, I, Venezia 1804, S. 87–308; Italienische Übersetzung von Antonio Gussalli mit dem Titel La Spedizione di Carlo Odoardo Stuart negli anni 1743-44-45-46, descritta latinamente nel 1751).
- L. Sectani Q. F. De tota Graeculorum... Sermones quatuor. Adcessere ad eorum defensionem Quintus et Sextus (Hagae Comitum 1752).
- Collegii Germanici et Hungarici historia libris IV. comprehensa, Rom, 1770.
- De’ vantaggi dell’orologio italiano sopra l’oltramontano. Discorso ... recitato nell’Accademia degl’Immobili in Alessandria il dì 28. febbr. 1783.
- Discorso in morte dell’insigne poeta Pietro Metastasio vorgetragen am 9. Juli 1782 in Alessandria in der Akademie der Baukunst, durch den Abt Giulio Cordara di Calamandrana, Principe dell’Accademia, gedruckt 1783[3].
- Opere latine e italiane dell’abate Giulio Cesare Cordara dei Conti di Calamandrana, Venedig, 1801–1804.
- De suis ac suorum rebus aliisque suorum temporum usque ad occasum Societatis Jesu commentarii (herausgegeben von Giuseppe Albertotti und Agostino Faggiotto, Turin 1931).
- Nove lettere di Giulio Cesare Cordara all’abate Fabrizio Carafa. In: Giuseppe Albertotti (Hrsg.): Atti del Reale Istituto veneto di scienze, lettere ed arti. Parte seconda. Tomo 82. Presso la Segreteria dell’Istituto, Venedig 1923, S. 1051–1104 (beic.it).